# Mount Fagan
Mount Fagan ist ein 930 m hoher Berg unweit der Nordküste Südgeorgiens. Er ragt 2,2 km westsüdwestlich des Sarg-Bergs und 4,4 km westlich des Moltke-Hafens auf.
Das UK Antarctic Place-Names Committee benannte den Berg im Jahr 1971. Namensgeber ist Captain Patrick Feltrim Fagan (* 1935), von den Royal Engineers, Geodät bei der British Combined Services Expedition (1964–1965) und Erstbesteiger dieses Bergs.